# Grigori Lipmanowitsch Sokolow

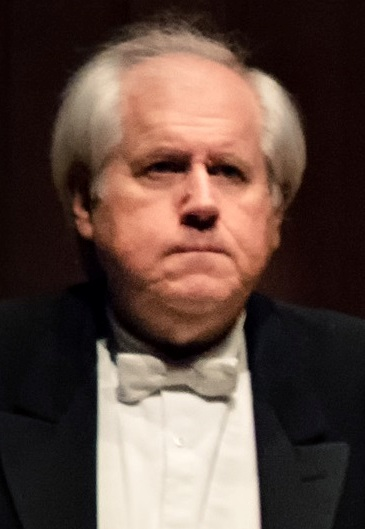
Grigori Sokolow (2015)

Grigori Lipmanowitsch Sokolow (russisch Григорий Липманович Соколов, wiss. Transliteration Grigorij Lipmanovič Sokolov; * 18. April 1950 in Leningrad) ist ein russisch-spanischer Pianist. Er gilt als einer der bedeutendsten Pianisten der Gegenwart.

## Leben

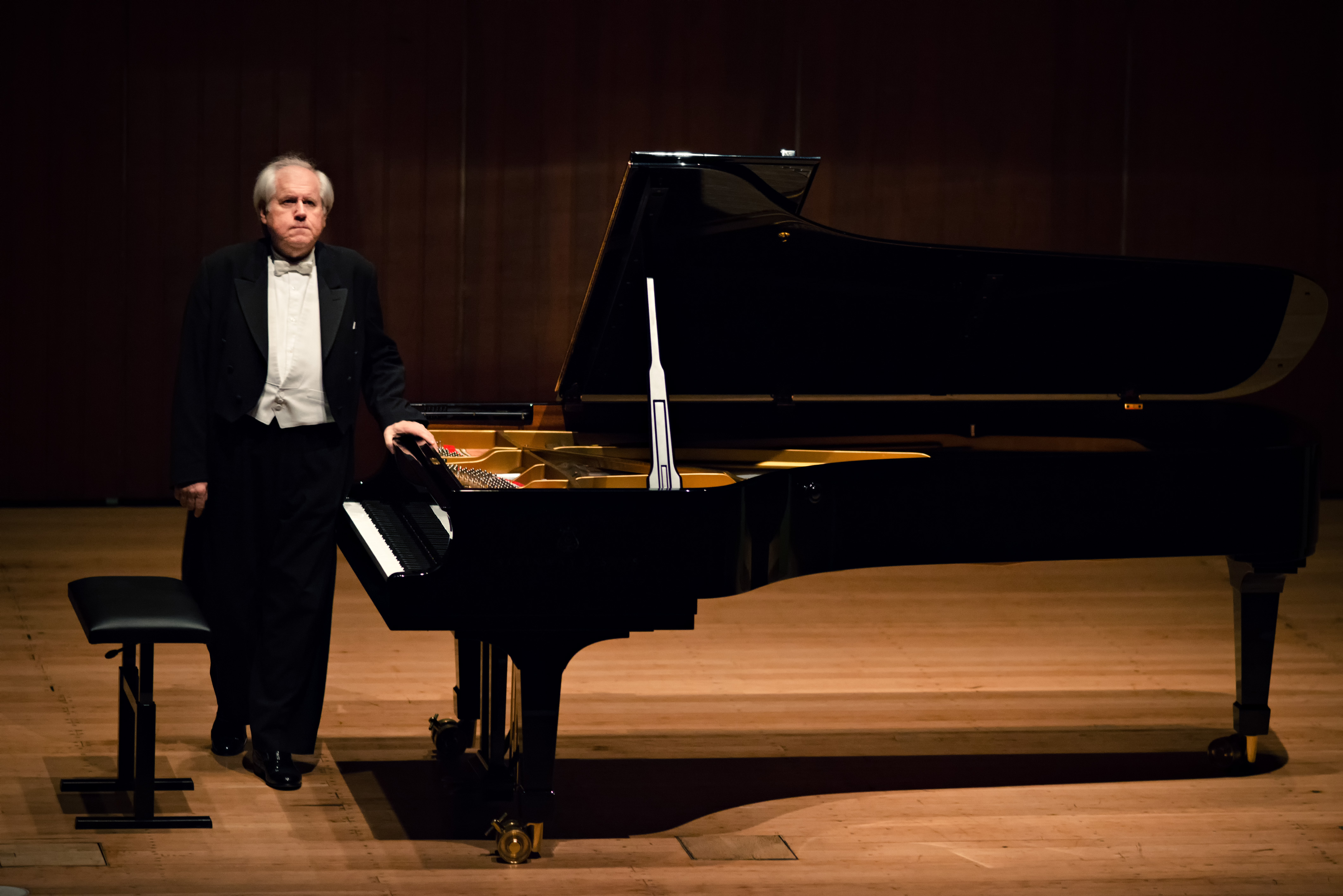
Grigori Sokolow während eines Konzerts im Kongresshaus Stadthalle Heidelberg (2015)

Bekanntheit erlangte der Absolvent des Konservatoriums von Leningrad durch den Sieg beim 3. Moskauer Tschaikowski-Wettbewerb 1966, der ihm nach einer Intervention des Jury-Vorsitzenden Emil Gilels unter großem Protest des Publikums zugesprochen wurde.
Obwohl Sokolow in den 1970er und 1980er Jahren in der damaligen Sowjetunion eine beeindruckende Karriere machte, durfte er nur selten zu Konzertauftritten ins Ausland reisen, was ihn im Westen nur langsam bekannt werden ließ. Er gibt zudem ungern Interviews, spielt keine Aufnahmen in Studios ein und tritt nicht mit Orchester auf, da ihm die Probenzeiten für Orchesterkonzerte zu kurz sind. Sokolow konzertiert ausschließlich auf Steinway-Flügeln, Modell D-274. Gefürchtet ist seine penible Art, die Stimmung des Instruments auch kurz vor Konzertbeginn noch korrigieren zu lassen.
Inzwischen hat Sokolow über 1000 Konzerte gegeben, die oftmals begeisterte Kritiken erhielten, darunter in der Carnegie Hall in New York und im Wiener Musikvereinssaal. Der zurückhaltend auftretende Künstler veröffentlichte Platteneinspielungen bei dem kleinen französischen Label Opus 111, das zu dem Independent-Label Naïve Records gehört. Darunter sind Werke von Bach, Beethoven, Brahms und Chopin.
Seine Programmzusammenstellungen erinnern an die große Zeit der russischen Virtuosenschule, die u. a. auf Anton Rubinstein zurückgeht. So scheut sich Sokolow keineswegs, einen Abend mit Froberger zu beginnen und mit Skrjabin zu beenden.
Die Deutsche Grammophon veröffentlichte im Januar 2015 einen Mitschnitt von Sokolows Salzburger Festspielkonzert im Sommer 2008 unter dem Namen The Salzburg Recital. Die Veröffentlichung wurde in der Presse überaus positiv besprochen und im Oktober 2015 mit dem Echo Klassik in der Kategorie Solistische Einspielung des Jahres ausgezeichnet. Im September 2015 sorgte Sokolow für Aufsehen, als er den italienischen Musikpreis Cremona Music Award vor dessen Verleihung zurückwies, was er in Form einer handschriftlichen Notiz auf seiner Webseite begründete.
Die Musikkritikerin Julia Spinola (* 1962) schrieb 2010 nach einem Konzert in der Heidelberger Stadthalle: „Grigorij Sokolov ist einzigartig. Ein Pianist, dessen Genie die Möglichkeiten der Kategorisierung, des stilistischen Vergleichs und der metaphorischen Umschreibung auf so radikale Weise zu sprengen scheint, dass man sich beim Versuch einer Annäherung an seine Größe zunächst einmal schmerzhaft zurückgeworfen sieht auf die nicht einzulösende Notwendigkeit, für dieses pianistische Phänomen eine eigene Sprache erst erfinden zu müssen. Eine Kluft tut sich auf zwischen dem Kosmos des Gehörten und der Welt des Begriffs, kaum dass der letzte Ton im Konzertsaal verklungen ist.“ Die Musikkritikerin Dorothea Walchshäusl (* 1985) rühmte 2015 Sokolows „makellose, brillant virtuose Technik“, die „den Klang voll und satt […], aber nie massiv“ wirken lässt und dadurch eine „Freilegung höchster Musikalität“ ermöglicht.
Sokolow ist verwitwet und lebt in Sankt Petersburg und Verona.
Sokolow erhielt 2022 „in Anbetracht der außergewöhnlichen Umstände“ die spanische Staatsbürgerschaft.

## Zitat
„Die Kunst ist ein Paralleluniversum zur Wirklichkeit.“

## Auszeichnungen und Ehrungen
- 1966: 1. Preis beim Tschaikowski-Wettbewerb (jüngster Preisträger aller Zeiten)[16]
- 2010: Klavier-Festival Ruhr – Ehrenpreis für seine außerordentlichen Leistungen
- 2015: DaCapo KlassiK Award – Pianist of the Year
- 2016: Echo Klassik in der Kategorie Instrumentalist des Jahres, Klavier für die Einspielung Schubert/Beethoven
- 2016: Jahrespreis der deutschen Schallplattenkritik für Schubert/Beethoven[17]
- 2016: Aufnahme in die Gramophone Hall of Fame.[18]

## Aufnahmen (Auswahl)

### Tonträger
- Johann Sebastian Bach: Goldberg-Variationen BWV 988, Partita Nr. 2 c-Moll BWV 826, Suite Nr. 2 a-Moll BWV 807. Doppel-CD, Melodija/Naxos 2013. Live-Aufnahmen der Partita BWV 826 im Jahr 1975, der Goldberg-Variationen 1982 und der Englischen Suite BWV 807 1989 im Konzertsaal des Konservatoriums Sankt Petersburg.[19]
- Schubert//Schumann//Chopin//Skriabin//Stravinsky//Prokofiev. Franz Schubert: Klaviersonate Nr. 14 a-Moll D 784 op. posth. 143, Robert Schumann: Carnaval op. 9, Frédéric Chopin: Mazurka a-Moll op. 17 Nr. 4, Etüde F-Dur op. 10 Nr. 8, Etüde a-Moll op. 25 Nr. 11, Alexander Skrjabin: Etüde Des-Dur op. 8 Nr. 10, Klaviersonate Nr. 9 op. 68 („Schwarze Messe“), Igor Strawinsky: Drei Sätze aus Petruschka, Sergei Prokofjew: Klaviersonate Nr. 7 B-Dur op. 83, Klaviersonate Nr. 8 B-Dur op. 84. Doppel-CD, Melodija 2014. Aufnahmen: Chopin Etüde a-Moll und Skrjabin Etüde – beim Dritten Internationalen Tschaikowski-Wettbewerb 1966; Schumann – 1967; Schubert, Chopin Mazurka und Etüde F-Dur, Prokofjew Sonate Nr. 7 - 1969; Strawinskiy – 1974; Skrjabin Klaviersonate – live im Großen Saal der Leningrader [heute: Sankt Petersburger] Philharmonie am 25. März 1984; Prokofjew Sonate Nr. 8 –  live ebenda am 26. März 1988.
- The Salzburg Recital. W. A. Mozart: Sonate Nr. 2 F-Dur KV 280 und Sonate F-Dur KV 332, Frédéric Chopin: 24 Préludes op. 28, Mazurka Nr. 2 a-Moll op. 68, Mazurka Nr. 3 cis-Moll op. 63, Alexander Skrjabin: Poème Nr. 1 op. 69, Jean-Philippe Rameau: Les Sauvages, Johann Sebastian Bach: Ich ruf zu dir, Herr Jesu Christ. Doppel-CD, auch Doppel-LP (180g Heavyweight Vinyl), Deutsche Grammophon 2015. Live-Aufnahme am 30. Juli 2008 bei den Salzburger Festspielen.
- Schubert//Beethoven. Franz Schubert: Impromptus D 899, 3 Klavierstücke D 946, Ludwig van Beethoven: Klaviersonate Nr. 29 B-Dur op. 106, Jean-Philippe Rameau: Les Tendres Plaintes, Les Tourbillons, Les Cyclopes, La Follette, Les Sauvages, Johannes Brahms: Intermezzo Nr. 2 b-Moll op. 117. Doppel-CD, Deutsche Grammophon 2016. Live-Aufnahme von Schubert im Mai 2013 im Konzertsaal der Nationalphilharmonie Warschau, die Beethoven-, Rameau- und Brahms-Aufnahmen stammen vom August 2013 aus dem Salzburger Festspielhaus.[20]
- Chopin: Piano Concerto No. 1 mit den Münchner Philharmonikern unter Witold Rowicki. CD, Sony Music 2016. Aufnahme im November 1977 im Bürgerbräukeller München.[21]
- W. A. Mozart: 23. Klavierkonzert in A-Dur, KV 488 mit dem Mahler Chamber Orchestra unter der Leitung von Trevor Pinnock (Aufnahme 2005 während der Salzburger Mozartwoche); Sergei Rachmaninow: 3. Klavierkonzert op. 30 in d-Moll mit dem BBC Philharmonic unter der Leitung von Yan Pascal Tortelier (Aufnahme 1995 während der BBC Proms in der Royal Albert Hall). Doppel-CD, Deutsche Grammophon 2017.

### DVD
- Grigory Sokolov – Live in Paris. Ludwig van Beethoven: Sonate Nr. 9 E-Dur op. 14 Nr. 1, Sonate Nr. 10 G-Dur op. 14 Nr. 2, Klaviersonate Nr. 15 op. 28, Komitas Vardapet: Sechs Tänze für Klavier, Sergei Prokofjew: Sonate Nr. 7 B-Dur op. 83, Frederik Chopin: Mazurka Nr. 3 cis-Moll op. 50, Mazurka Nr. 4 f-Moll op 68, François Couperin: Soeur Monique, Johann Sebastian Bach: Prelude Nr. 10 b-Moll BWV 855a. Konzertfilm, 123 Min. Regie: Bruno Monsaingeon, Produktion: Idéale Audience 2009, Aufnahme am 4. November 2002 im Théâtre des Champs-Élysées. Excerpt bereitgestellt durch EuroArtsChannel.
- Grigory Sokolov – Live at the Berlin Philharmonie. Franz Schubert: Impromptus D 899 op. 90, Drei Klavierstücke D 946; Beethoven: Hammerklaviersonate Nr. 29 B-Dur op. 106; Rameau: Suite in D-Dur, Les sauvages; Brahms: Intermezzo op. 117 Nr. 2. Konzertfilm, 144 Min. Regie: Bruno Monsaingeon, Produktion: Idéale Audience 2014. Aufnahme am 5. Juni 2013 in der Berliner Philharmonie. Inhaltsangabe bei EuroArts.
- Bach, Beethoven, Schubert. Johann Sebastian Bach: Partita Nr. 1 B-Dur BWV 825, Ludwig van Beethoven: Sonate Nr. 7 D-Dur op. 10 Nr. 3, Franz Schubert: Klaviersonate Nr. 16 a-Moll op. 42 D 845 und Moments musicaux op. 94 D 780. Konzertfilm 150 Min. Regie: Bruno Monsaingeon, Produktion: Hélène Le-Coeur in Coproduktion mit Idéale Audience und Museec/Medici.tv 2015. Aufnahme am 18. August 2015 im Grand Théâtre de Provence während des Aix-en-Provence Festival de piano de la Roque d’Anthéron. Inhaltsangabe bei Idéale Audience.
- Grigory Sokolov: A conversation that never was. Dokumentarfilm, 52 Min. Regie: Nadia Zhdanova, Produktion: Production Centre Styline 2015. Inhaltsangabe bei EuroArts.